# Иванов, Павел Владимирович
Павел Владимирович Ивано́в (1906—1990) — советский учёный-педагог, доктор педагогических наук, профессор, Заслуженный учитель школы Карельской АССР, Заслуженный учитель школы РСФСР.

## Биография
Родился в Костромской губернии, в семье сельской учительницы. В 1917 г. окончил начальную школу, в 1926 г. - школу 2-й ступени. В 1924 г. возглавил кружок юных натуралистов, стал участником 1-го Костромского съезда юных натуралистов и краеведов. В 1925 г., будучи школьником, стал участником масштабного празднования 200-летнего юбилея АН СССР.
С 1926 года преподавал биологию и географию в школах и училищах г. Солигалича, опубликовал первые научные труды по краеведению, экономике и культуре района, в 1931 г. окончил Коммунистический университет в г. Иваново и Ленинградский государственный педагогический институт им. Н.К. Крупской (заочно). В течение 20 лет работал учителем, вел краеведческую работу. В годы Великой Отечественной войны как секретарь партийной организации педучилища и депутат горсовета занимался делами эвакуированных в г. Солигалич.
После окончания войны был направлен по указанию ЦК ВКП(б) в Карелию, где принял участие в восстановлении Института усовершенствования учителей (в 1945 -1947 гг. - директор этого института). В 1947 - 1950 гг. исполнял обязанности заместителя министра просвещения республики.
В 1948 г. защитил диссертацию на соискание учёной степени кандидата педагогических наук по теме «Воспитание самостоятельности учащихся при изучении основ дарвинизма». С 1950 г. - сотрудник Петрозаводского университета. В 1951-1981 гг. - заведующий общеуниверситетской кафедрой педагогики, проректор по учебной работе, декан историко-филологического факультета Петрозаводского государственного университета. В 1968 г. защитил диссертацию на соискание учёной степени доктора педагогических наук по теме «Краеведение в системе учебной и воспитательной работы средней общеобразовательной школы».
Являлся членом научно-методического совета Министерства просвещения РСФСР, совета по вопросам педагогики Министерства высшего и среднего специального образования РСФСР, совета по педагогическим аспектам охраны природы при Академии педагогических наук СССР.
Обосновал актуальность и самостоятельность развития краеведения как учебной дисциплины.
Награжден орденом "Знак почёта", медалями, почётными грамотами.

## Научные труды
Считался одним из ведущих специалистов в СССР по проблемам краеведения и экологического образования.
Опубликовано около 90 научных работ.
- Педагогические основы школьного краеведения. — Петрозаводск, 1966. 181 с.
- Изучение леса в школе, 1967
- О некоторых актуальных вопросах школьного краеведения. — Благовещенск, 1971
- Основные педагогические вопросы конкретного краеведения. — М., 1971
- Основы школьного краеведения, 1977
- Об изучении леса в школе, 1980

и другие.